# Ophrys schulzei
Ophrys schulzei är en orkidéart som beskrevs av Joseph Friedrich Nicolaus Bornmüller och Fleischm. Ophrys schulzei ingår i ofryssläktet, och familjen orkidéer. Inga underarter finns listade i Catalogue of Life.